# مسجد راه تشمان
مسجد راه تشمان هو مسجد تاريخي يعود إلى عصر القاجاريون، ويقع في قزوين.